# Ceratinopsis xanthippe
Espèce
Synonymes
- Erigone xanthippe Keyserling, 1886

Ceratinopsis xanthippe est une espèce d'araignées aranéomorphes de la famille des Linyphiidae.

## Distribution
Cette espèce est endémique d'Illinois aux États-Unis,.

## Publication originale
- Keyserling, 1886 : Die Spinnen Amerikas. Theridiidae. Nürnberg, vol. 2, p. 1-295 (texte intégral).